# Ludvinci
Ludvinci (serb. Лудвинци)– wieś w Chorwacji, w żupanii vukowarsko-srijemskiej, w gminie Trpinja. W 2011 roku liczyła 109 mieszkańców.